# Кубок Китаю з футболу 2024
Кубок Китаю з футболу 2024 — 34-й розіграш головного кубкового футбольного турніру у Китаї. Титул здобув Шанхай Порт.

## Календар
| Раунд                 | Дата               | Матчі | Клуби   |
| --------------------- | ------------------ | ----- | ------- |
| Кваліфікаційний раунд | 15–23 січня 2024   | 45    | 82 → 80 |
| Перший раунд          | 15–17 березня 2024 | 16    | 80 → 64 |
| Другий раунд          | 20–22 квітня 2024  | 16    | 64 → 48 |
| Третій раунд          | 17–19 травня 2024  | 16    | 48 → 32 |
| 1/16 фіналу           | 21–23 червня 2024  | 16    | 32 → 16 |
| 1/8 фіналу            | 16–17 липня 2024   | 8     | 16 → 8  |
| 1/4 фіналу            | 21–22 серпня 2024  | 4     | 8 → 4   |
| 1/2 фіналу            | 24–25 вересня 2024 | 2     | 4 → 2   |
| Фінал                 | 23 листопада 2024  | 1     | 2 → 1   |

## 1/8 фіналу
| Команда 1                  | Рахунок      | Команда 2          |
| -------------------------- | ------------ | ------------------ |
| 16 липня 2024              |              |                    |
| Ченду Жунчен               | 2:0          | Наньтун Чжиюнь     |
| 17 липня 2024              |              |                    |
| Усі Уго                    | 1:3          | Бейцзін Гоань      |
| Сичуань                    | 0:0 пен. 3:5 | Шанхай Шеньхуа     |
| Тяньцзінь Цзіньмень Тайгер | 4:3 дч       | Чанчунь Ятай       |
| Чжецзян                    | 1:2          | Шанхай Порт        |
| Хенань Суншань Лунмень     | 1:0          | Гуансі Пінґо Халяо |
| Циндао Вест Коаст          | 0:4          | Шаньдун Тайшань    |
| Циндао Чжуннен             | 0:2          | Нанкін Сіті        |

## 1/4 фіналу
| Команда 1       | Рахунок | Команда 2                  |
| --------------- | ------- | -------------------------- |
| 21 серпня 2024  |         |                            |
| Шаньдун Тайшань | 3:1     | Хенань Суншань Лунмень     |
| Нанкін Сіті     | 1:2     | Ченду Жунчен               |
| 22 серпня 2024  |         |                            |
| Шанхай Шеньхуа  | 2:1     | Бейцзін Гоань              |
| Шанхай Порт     | 3:0     | Тяньцзінь Цзіньмень Тайгер |

## 1/2 фіналу
| Команда 1       | Рахунок | Команда 2      |
| --------------- | ------- | -------------- |
| 24 вересня 2024 |         |                |
| Шаньдун Тайшань | 1:0     | Ченду Жунчен   |
| 25 вересня 2024 |         |                |
| Шанхай Порт     | 3:2     | Шанхай Шеньхуа |

## Фінал
| Команда 1         | Рахунок | Команда 2   |
| ----------------- | ------- | ----------- |
| 23 листопада 2024 |         |             |
| Шаньдун Тайшань   | 1:3     | Шанхай Порт |